# Opération Harmattan

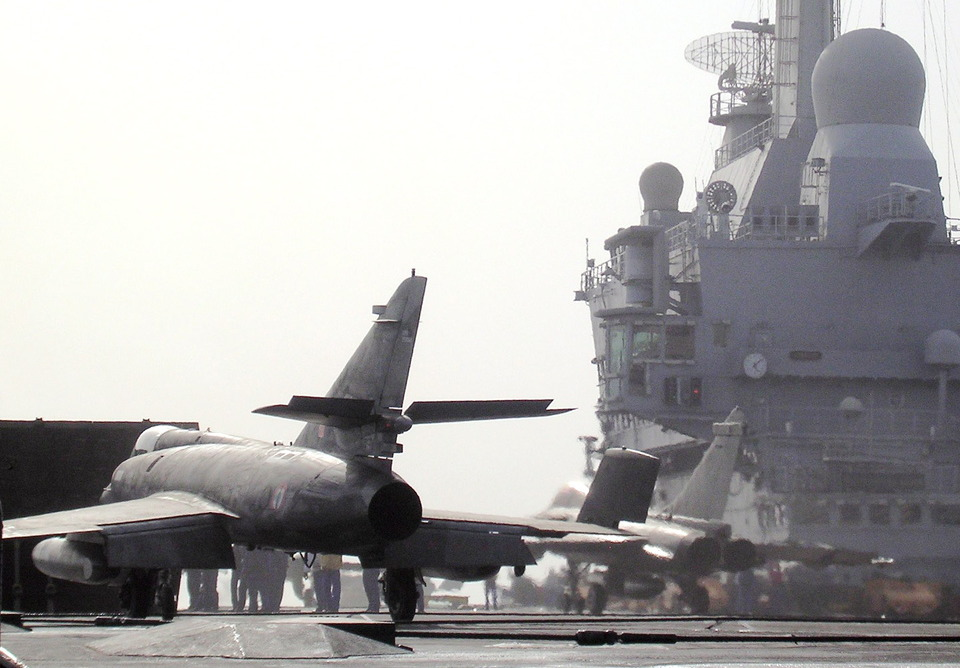
Super-Etendard und Rafale Flugzeuge vor dem Start auf dem Flugzeugträger Charles de Gaulle (Foto 2007).

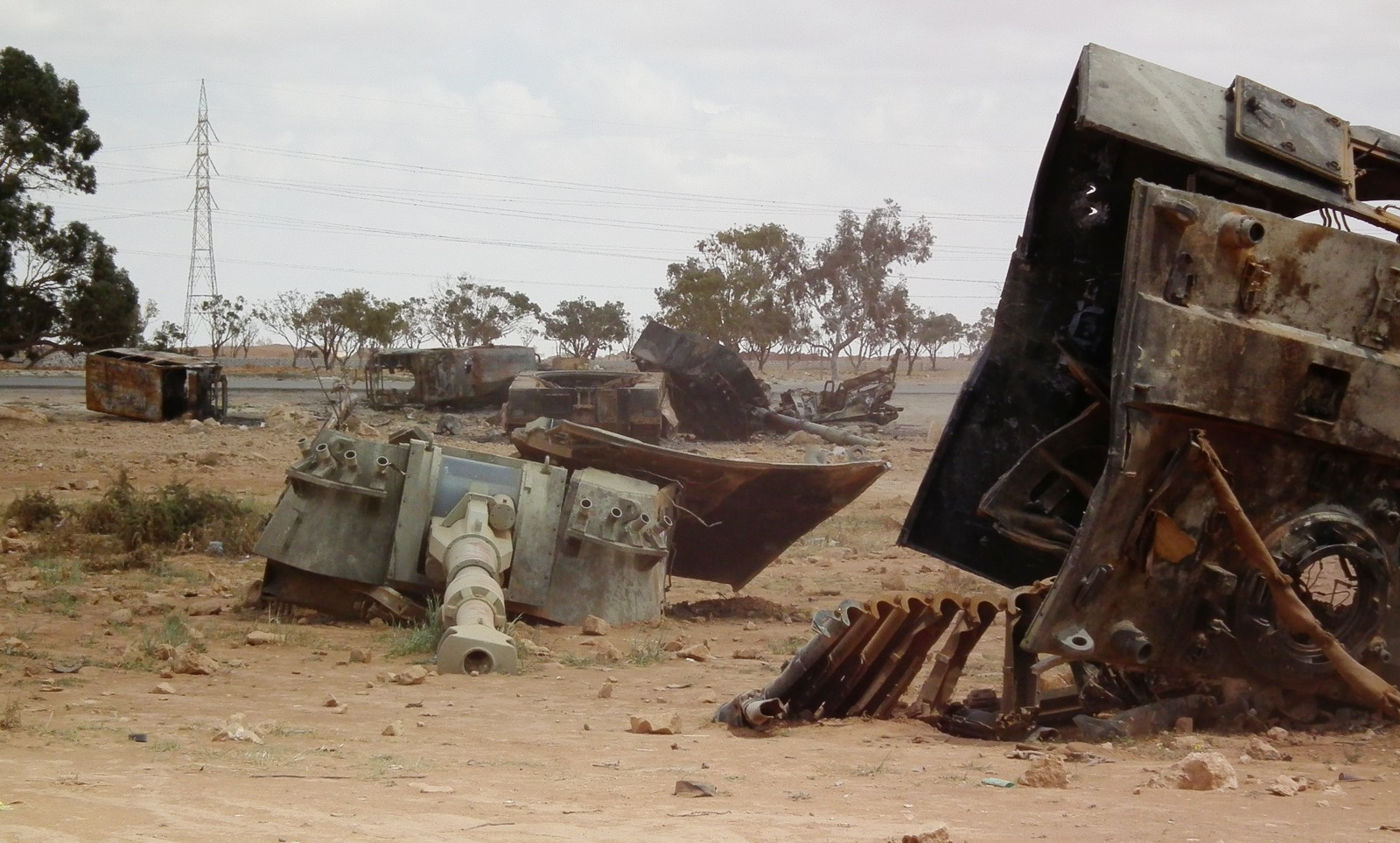
Am ersten Tag der Opération Harmattan zerstörte libysche Panzerhaubitzen des italienischen Typs Palmaria vor Bengasi (Foto vom 18. April 2011).

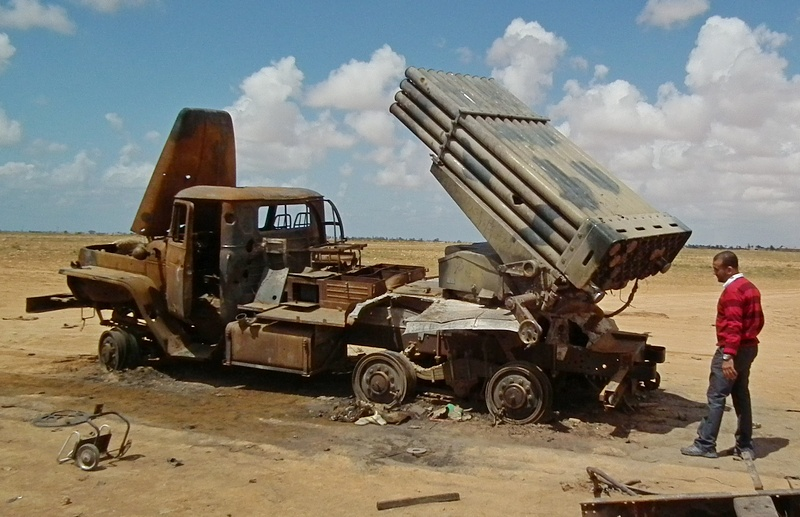
Raketenwerfer des russischen Typs BM-21 Grad am gleichen Ort.

Opération Harmattan war die französische Beteiligung an dem Internationalen Militäreinsatz in Libyen 2011. Der Name referiert die Harmattan, heiße trockene Winde in der Sahara zwischen März und November.
Während des Bürgerkriegs in Libyen war die Einrichtung einer Flugverbotszone sowie der Schutz der Zivilbevölkerung von einer westlichen Allianz dem UN-Sicherheitsrat vorgeschlagen und von diesem am 17. März in der Resolution 1973 ermächtigt worden. Eine Reihe von Ländern, darunter Frankreich, trafen sich auf einer Konferenz in Paris am 19. März und vereinbarten unmittelbare Militäraktionen.
Am Nachmittag des 19. März begannen Rafale Kampfflugzeuge der französischen Luftwaffe als erste Streitkräfte der Koalition, libysche Verbände anzugreifen, und zerstörten dabei u. a. eine Einheit von Panzerhaubitzen und Raketenwerfern vor Bengasi.

## Eingesetzte Einheiten
- Französische Luftwaffe[6]
  - 5 × Rafale Kampfflugzeuge aus der EC 01.007 Provinz, stationiert in Naval Air Station Sigonella in Sizilien
  - 6 × Mirage 2000-5 Kampfflugzeuge der EC 01.002 Cigogne, Dijon – Longvic Air Base
  - 6 × Mirage 2000D Kampfbomber der EC 03.003 Ardennes, Nancy – Ochey Air Base
  - 2 × Mirage F1CR Aufklärungsflugzeuge der ER 02.033 Savoie, Reims – Champagne Air Base[7][8]
  - 6 × Boeing KC-135 Stratotanker Tankflugzeuge der GRV 02.093 Bretagne, Istres-Le Tubé Air Base
  - Eine Boeing E-3 Sentry AWACS-Flugzeug der 36ème EDCA, Avord Air Base
  - Eine Transall C-160 SIGINT mit elektronischen Überwachungs-Geräten der EET 01.054 Dunkerque, Metz-Frescaty Air Base
  - Commando Parachutiste de l'Air Einheiten (Commando parachutiste de l'air n° 20 und Commando parachutiste de l'air n° 30), stationiert in der Solenzara Air Base, Korsika[9]
- Französische Marine[6][10]
  - Task Force 473[11] mit der Groupe aéronaval[12][13]
    - Flugzeugträger Charles de Gaulle
      - 10 × Rafale M Kampfflugzeuge
      - 6 × Dassault Super Étendard Flugzeuge
      - 2 × Grumman E-2 Luftraum-Überwachungsflugzeug
      - 2 × Eurocopter AS365 Dauphin Mehrzweck-Hubschrauber
      - 2 × Aérospatiale Alouette III Unterstützungs-Hubschrauber
      - Aérospatiale SA 330 Puma und 2 × Eurocopter EC725 Transporthubschrauber

    - Luftabwehr-Zerstörer 'Forbin' (D620)[14]
    - Luftabwehr-Zerstörer 'Chevalier Paul'
    - Luftabwehr-Zerstörer  'Jean Bart'
    - Anti-U-Boot-Zerstörer 'Georges Leygues'
    - Anti-U-Boot-Zerstörer  'Dupleix'
    - Fregatte 'Aconit'
    - Fregatte 'Courbet'
    - Versorgungs-Tankschiff 'Meuse'
    - Taktisches Atom-U-Boot Améthyste[15][16]

  - Hubschrauberträger 'Tonnerre'
    - 14 × Aérospatiale Gazelle
    - 4 × Eurocopter Tiger
    - 2 × Eurocopter Puma

  - 2 × Atlantique 2 SIGINT Flugzeug

## Chronik

### 19. März 2011
Der Luftabwehr-Zerstörer Forbin und die Fregatte Jean Bart waren bereits vor der libyschen Küste stationiert, als die Operation beginnt.
Die französische Luftwaffe beginnt ihre Mission um 12:30 UTC mit dem Start von acht Rafale und zwei Mirage 2000-5 Kampfflugzeugen sowie Unterstützungseinheiten vom Flughafen Solenzara auf Korsika, 1.440 km von Bengasi entfernt.
Die acht Rafale erreichen Bengasi mit dem Auftrag, den Vormarsch der Gaddafi-treuen Bodentruppen auf die Stadt zu unterbinden. Um 16:45 beginnt der Beschuss von Militärfahrzeugen.
Der englische Telegraph berichtet auf Basis von Pressemeldungen der französischen Streitkräfte, dass durch den Angriff vier Panzerfahrzeuge südwestlich von Bengasi zerstört wurden.

Der arabische TV-Kanal Al Jazeera berichtet am 20. März über eine Kolonne von zerstörten Panzern, Raketenwerfern und Truppen-Transportern, die bei dem Angriff zerstört wurden, und zeigt Einwohner der Stadt, die sich mit „Merci, Sarkozy“ in die Kamera beim französischen Präsidenten bedanken.
Von dem Flughafen Solenzara werden in Folge weitere Kampfeinsätze geflogen.

### 20. März
Französische Flugzeuge unternehmen elf Flüge (sorties) über Libyen.
Die Marineeinheit um den Flugzeugträger Charles de Gaulle – Task Force 473 – wird von Toulon an die libysche Küste gesendet.

### 21. März
Bisher wurden 55 Flüge über Libyen durchgeführt. Das französische Verteidigungsministerium gibt an, eine Mirage 2000-D habe einen Panzer 100 km südlich von Bengasi zerstört.

### 22. März
Von der Charles de Gaulle starten erstmals Flugzeuge zum Einsatz über Libyen, beginnend mit Aufklärungs- und Patrouilleneinsätzen durch Rafale F3s. Die Forbin und die Jean Bart stoßen zur Task Force 473. Auf der Air Base 126 Solenzara sind nun mit der Ankunft zweier weiterer Mirage 2000-5 und zweier Mirage 2000D insgesamt 20 Kampfflugzeuge stationiert, einschließlich der Unterstützungseinheiten von Saint-Dizier und Avord.

### 23. März
Rafale und Mirage 2000D aus Solenzara und Rafale und Super-Etendard Einheiten der Charles de Gaulle fliegen Aufklärungs- und Unterstützungseinsätze über Libyen.

### 24. März
Rafale und Mirage 2000D greifen eine libysche Luftwaffenbasis 250 km südlich der Mittelmeerküste mit Storm Shadow Marschflugkörpern an. Rafale, Mirage 2000D und Super-Etendard Einheiten fliegen außerdem gemeinsame Missionen gegen libysche Bodentruppen. Eine Rafale zerstört ein leichtes libysches Kampfflugzeug des Typs Soko G-2 Galeb mit Luft-Boden-Raketen, als es bei Misrata landet. Eine Gruppe von zwei Mirage 2000Ds, ausgestattet mit GBU-12 lasergelenkten Präzisionsbomben, greift regierungstreue Artillerieeinheiten nahe Adschdabiya an.

### 25. März
Flugzeuge der Luftwaffe von Katar, die an der Operation Odyssey Dawn teilnehmen, führen zusammen mit französischen Einheiten Aufklärungsflüge in den Gebieten Misrata, Sintan, Sirte und Adschdabiya durch. Vier Mirage 2000Ds greifen regierungstreue Artilleriekräfte bei Adschdabiya an. Zwei französische und zwei katarische Mirage 2000-5s führen Luftabfang-Missionen durch. Drei Mirage 2000-5s werden von Solenzara zur Souda Air Base auf Kreta verlegt.

### 26. März
Französische Kampfflugzeuge führen eine Reihe von Luftangriffen um Sintan und Misrata aus und zerstören dabei mindestens fünf leichte Kampfflugzeuge Soko G-2 Galeb und zwei Kampfhubschrauber Mil Mi-24 am Boden. Französische und katarische Mirage 2000-5s setzen ihre gemeinsamen Aufklärungsflüge von der Souda Air Base fort.

### 27. März
Rafale Flugzeuge der Luftwaffe und der Marine greifen ein Kommandozentrum der Regierung nahe Tripoli an. Französische und katarische Mirage 2000-5s setzen ihre Patrouillen- und Luftabfang-Einsätze von der Souda Air Base fort. Die Zahl der Mirage 2000-5s in Souda wird auf vier erhöht.

### 28. März
Französische Luftoperationen richten sich auf die Region um Sintan und Misrata. Rafales und Mirage 2000Ds bombardieren zusammen mit Super-Etendards der Marine ein Munitionsdepot der Regierungseinheiten bei Gharyan, 100 km südlich von Tripoli. Mirage F1CRs führen erstmals Aufklärungsmissionen durch.

### 29. März
Zwei Patrouillen von Rafales und Mirage 2000Ds und eine von Marine-Rafales and Super-Etendards greifen Flugabwehrraketen-Stellungen 100 km südwestlich von Tripoli an. Zwei gemeinsame Patrouillen von französischen und katarischen Mirage 2000-5s fliegen Luftabfang-Missionen. Mirage 2000Ds und Super-Etendards bombardieren ein Militärdepot 30 km südlich von Tripoli.

### 30. März
Eine gemeinsame Kampfgruppe von Luftwaffe und Marine greift Flugabwehrraketen-Stellungen der libyschen Regierung 20 km südlich von Sirte an. Eine Patrouille aus zwei französischen und vier katarischen Mirage 2000-5s führt Luftüberwachungs-Missionen durch.

### 31. März
Um 06:00 GMT übernimmt die NATO das Kommando aller Operationen in Libyen, die nun als Teil von Operation Unified Protector stattfinden – siehe Internationaler Militäreinsatz in Libyen 2011.